# Muurdubbeltandmos
Muurdubbeltandmos (Didymodon vinealis) is een soort uit het geslacht dubbeltandmos (Didymodon). De soort houdt van warmte en groeit op een alkalisch, veelal kalkhoudend substraat (zoals kalkrijk duinzand, muren en met puin verharde paden) in lichtrijke tot gedeeltelijk beschaduwde gebieden op löss, op droge en warme grond, op rotsachtige plekken in droog gras, verder op wijngaardmuren en natuursteenmuren.

## Kenmerken
Uiterlijke kenmerken
Het mos vormt laaggroeiende, losse tot dichte, geelgroene tot bruingroene gazons. De kleine vertakte stengels worden tot 4 centimeter hoog. De lancetvormige bladeren worden geleidelijk versmald tot een lange, scherpe punt. Als ze nat zijn, staan deze rechtop of steken ze uit, en als ze droog zijn, zijn ze gebogen of gekruld. De bladranden zijn teruggebogen tot 2/3 of 4/5 van de bladlengte. De nerf eindigt in of onder de bladpunt.
De seta is roodachtig, de sporencapsule is ellipsvormig tot cilindrisch en heeft lange, spiraalvormig gewonden peristome tanden.
Microscopische kenmerken
De laminacellen zijn vierkant tot (meestal) rechthoekig, transparant en glad aan de bladvoet, in het bovenste deel van het blad afgerond-vierkant tot zeshoekig, matig dikwandig, dicht papillair en min of meer ondoorzichtig. De bladnerf heeft aan de bovenzijde (ventraal) korte, ongeveer vierkante cellen. De dwarsdoorsnede van de bladnerf toont een meerlagige dorsale stereids, ventrale stereids ontbreken. De sporen zijn glad en 8 tot 12 µm groot.

## Voorkomen
De soort is wijdverspreid in Europa, voornamelijk in het zuiden en midden, en is afwezig in het hoge noorden. Er zijn andere waarnemingen in delen van Azië, Noord-Afrika, Noord- en Midden-Amerika en Oceanië. In Nederland komt het vrij algemeen voor. Het staat niet op de rode lijst en is niet bedreigd. Het heeft haar hoofdverspreiding in de duinen, het rivierengebied en in Zuid-Limburg.

## Fotogalerij

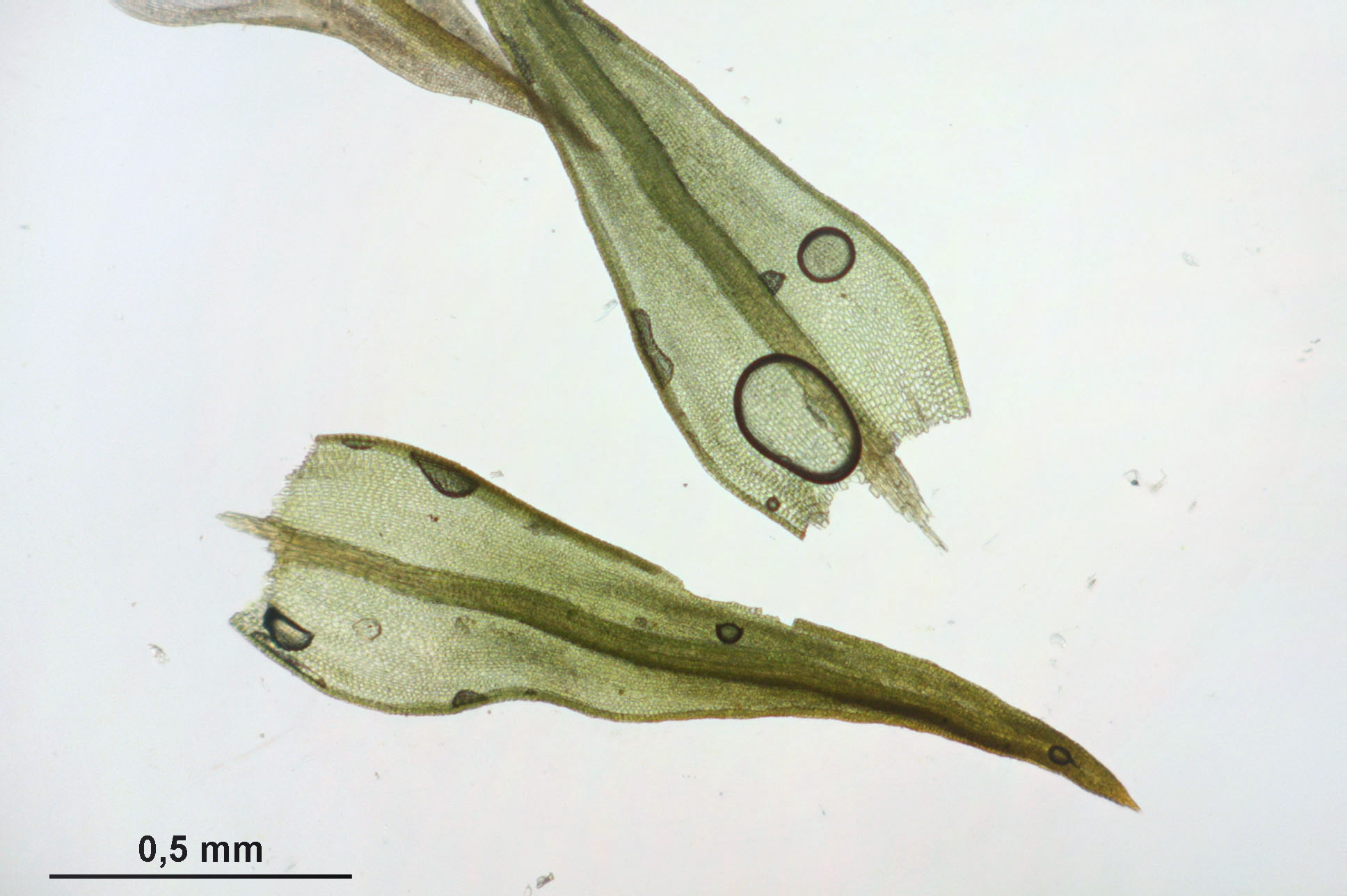
Blad
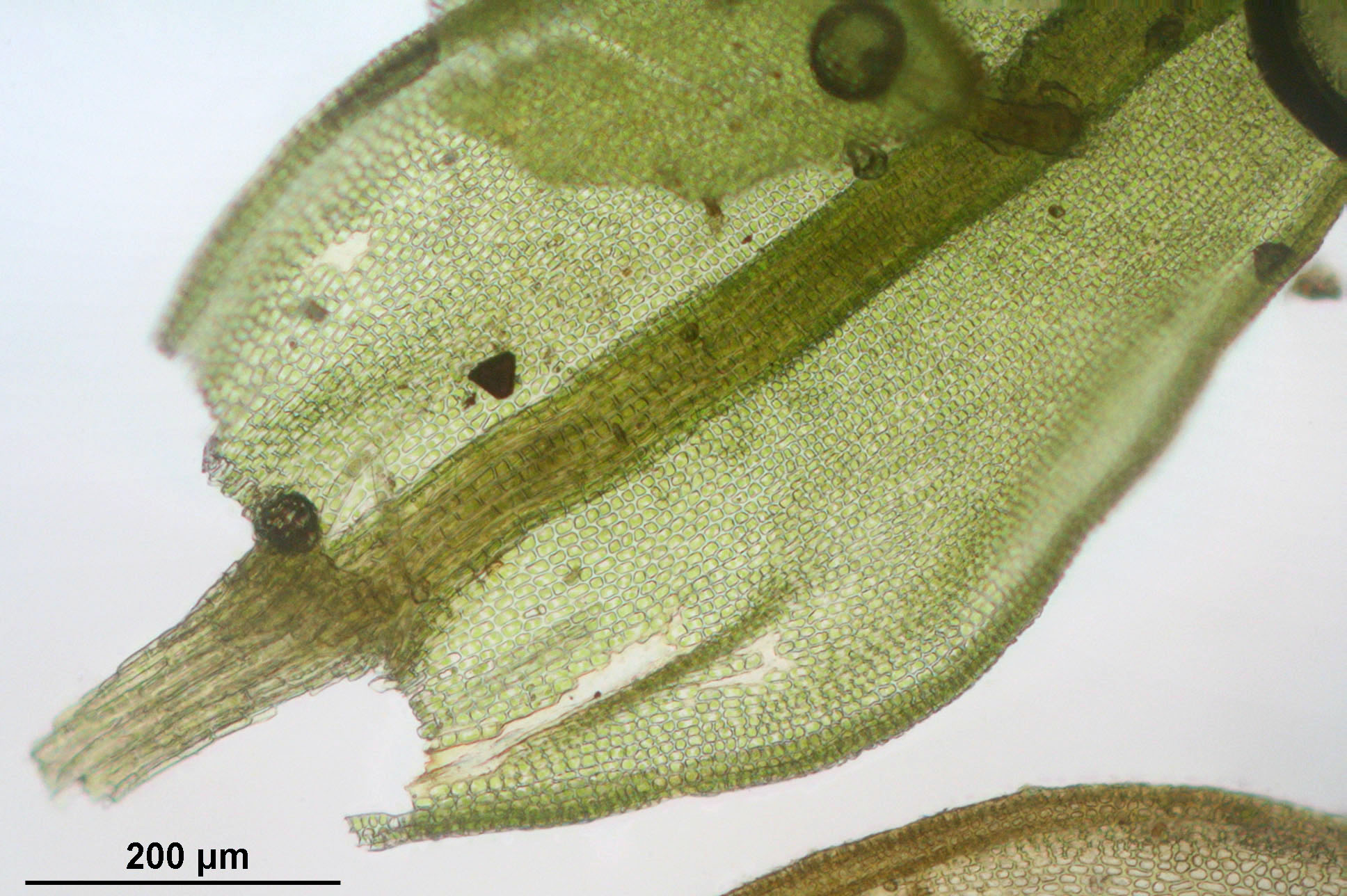
Bladvoet
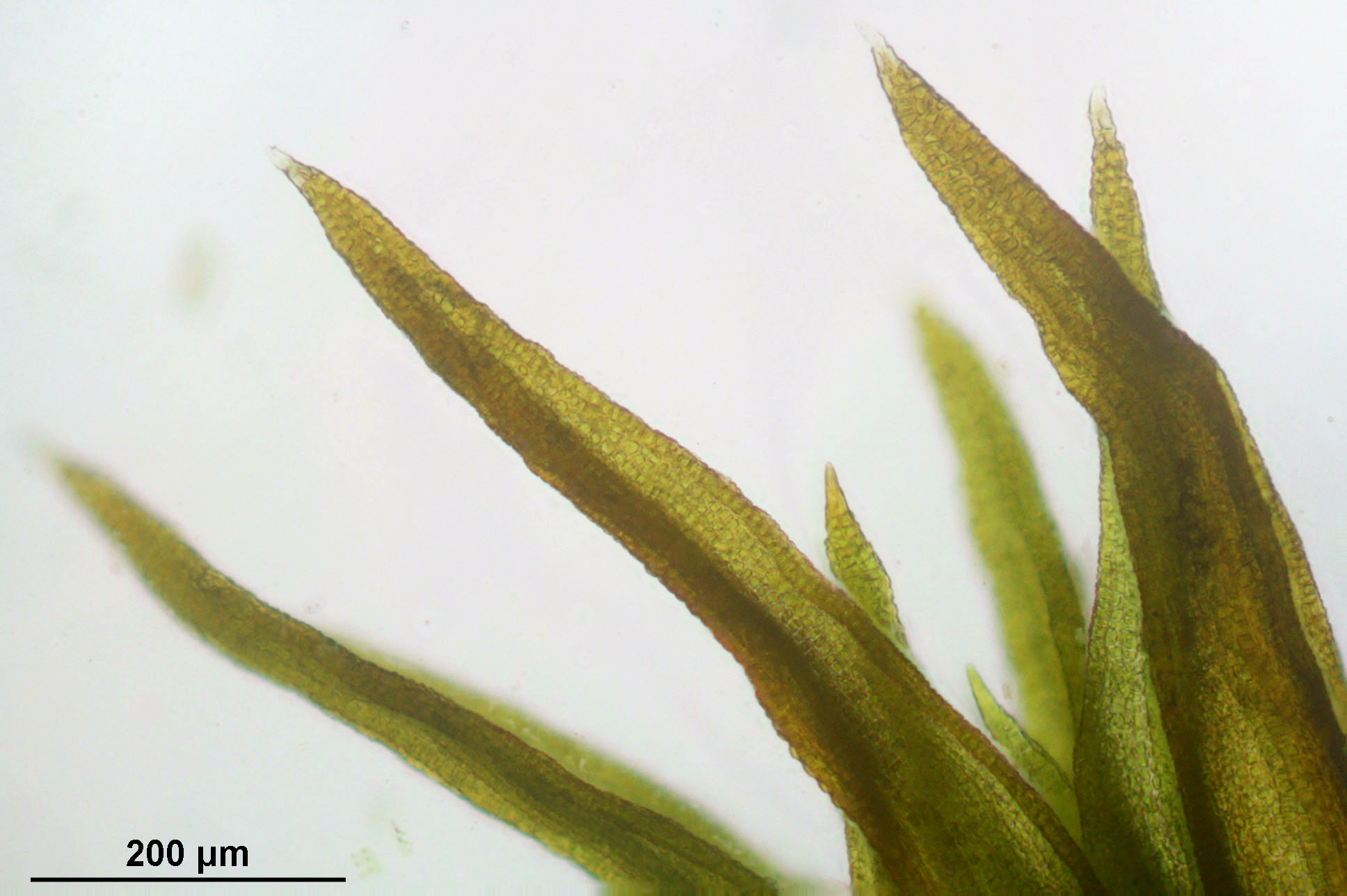
Bladtop

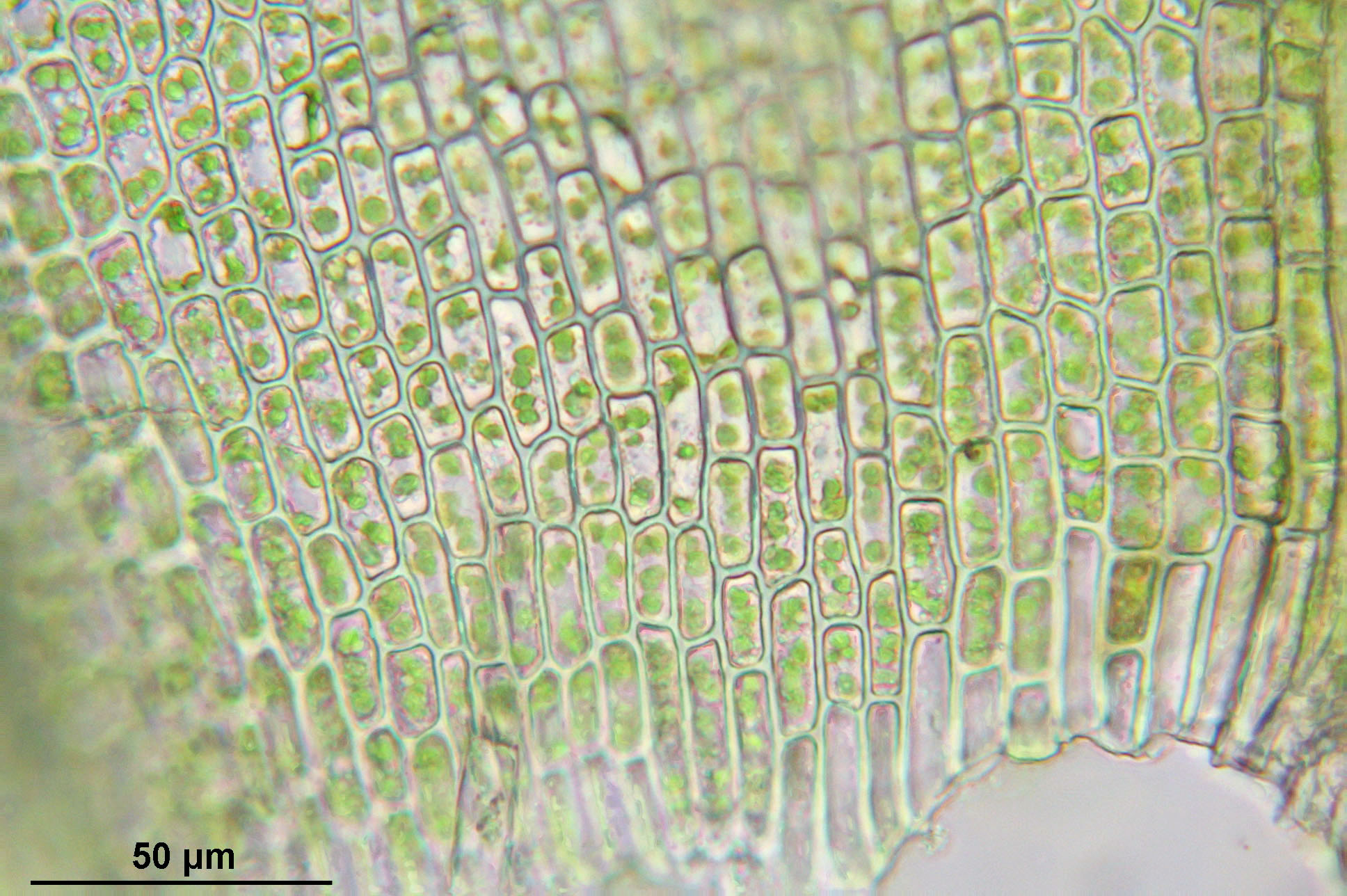
Bladcellen (bladvoet)
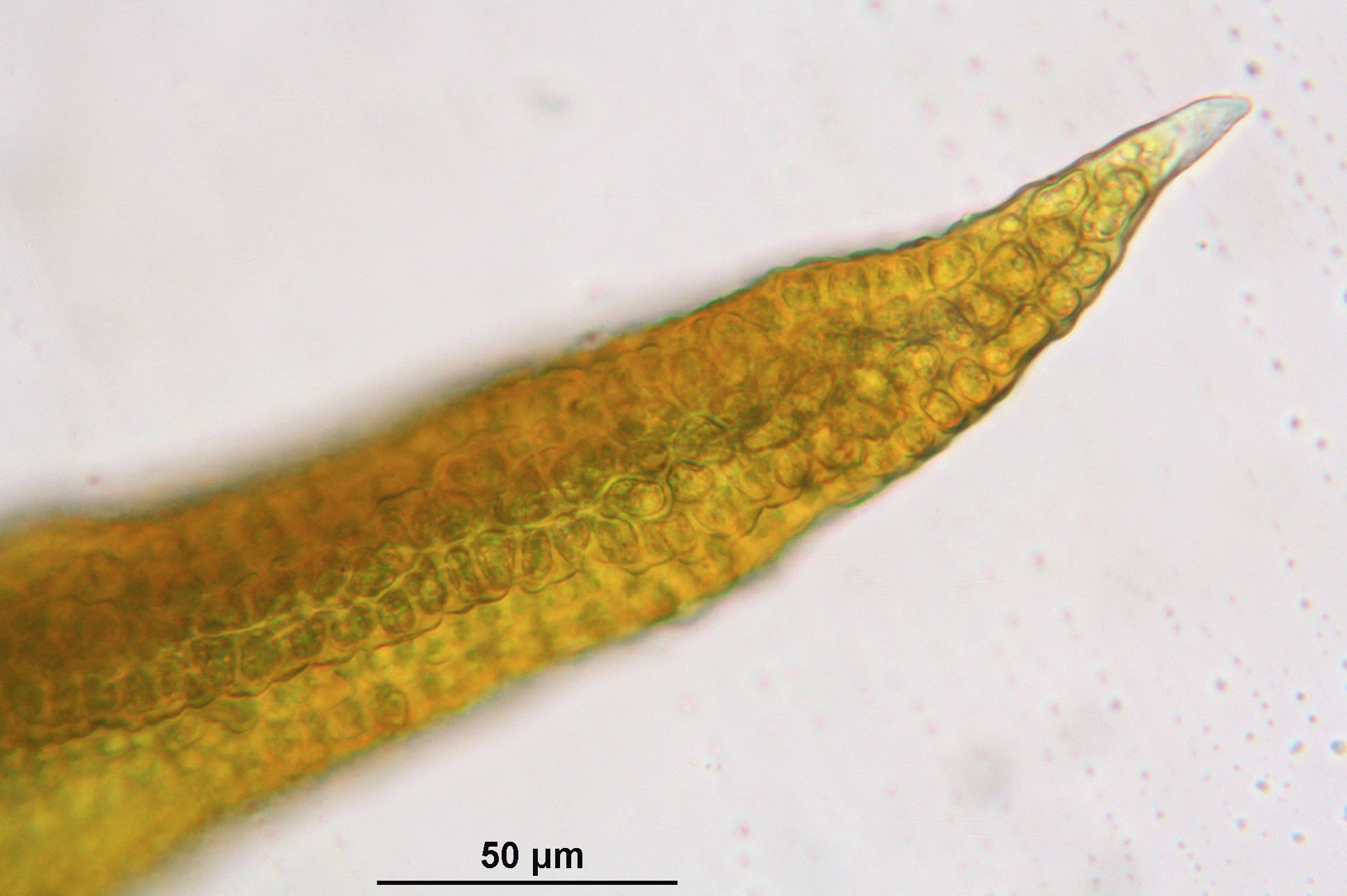
Bladcellen (bladtop)
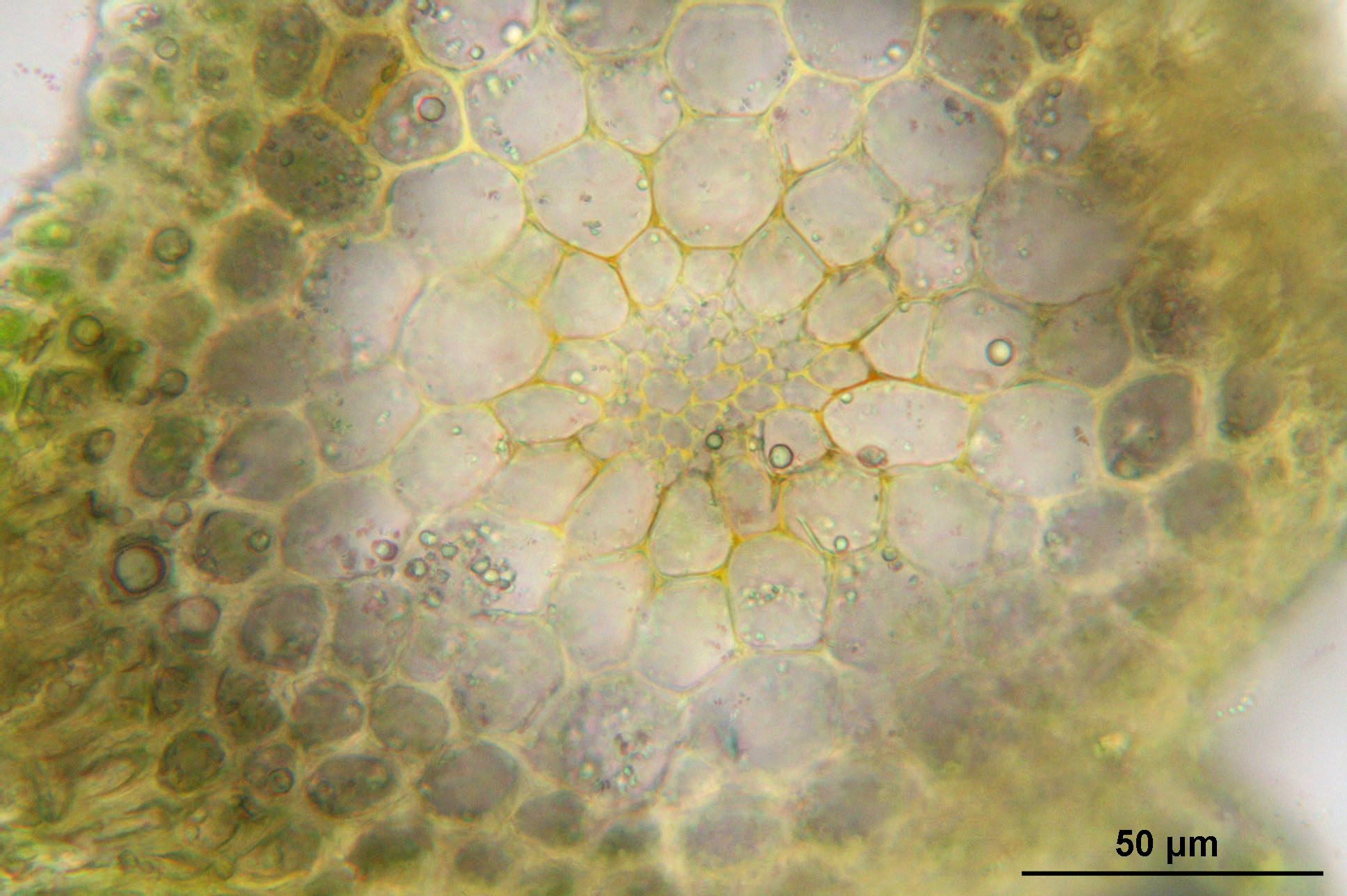
Stengeldoorsnede